# Чемберлин, Джозеф Конрад
Джозеф Чемберлин (англ. Joseph Conrad Chamberlin; 23 декабря 1898 года, Солт-Лейк-Сити, США — 17 июля 1962 года, Хилсборо, Орегон) — американский биолог, арахнолог, крупный специалист по ложноскорпионам. Открыл и описал несколько десятков новых для науки видов паукообразных, два десятка таксонов были названы в его честь.

## История
Чемберлин родился 23 декабря 1898 года в Солт-Лейк-Сити, штат Юта, в семье Оле Чемберлина и Мэри Этель (Конрад) Чемберлин. Его родители происходили из семей первых мормонских пионеров-поселенцев, и он был их первым ребёнком. Отец им ел английские корни, а мать английские и немецкие. Отец Джозефа умер в 1911 году, оставив семью из пяти человек на грани нищеты. После одного года обучения в средней школе он бросил школу в 1914 году, чтобы работать и содержать семью. В октябре 1918 года Джозефа призвали в армию Соединенных Штатов, но он заболел испанским гриппом и поэтому не участвовал в Первой мировой войне.
После выздоровления Чемберлин поступил в колледж Университета Юты, когда Конгресс выделил средства для ветеранов. Первоначально это была однолетняя программа, затем Конгресс расширил её, чтобы охватить четыре года обучения в школе, и Чемберлин перешел в Стэнфордский университет по рекомендации своего дяди, Ральфа Чемберлина. Его приняли как частный случай, и он изучал энтомологию на кафедре зоологии. Его наставником в Стэнфорде был Гордон Флойд Феррис, в то время всемирно известный энтомолог. Чемберлин получил высшее образование в 1923 году со степенью бакалавра, а в 1924 году со степенью магистра.
Чемберлин начал преподавать после колледжа в Университете штата Калифорния в Сан-Хосе, прежде чем получить докторскую степень в Стэнфорде в 1929 году. В том же году он начал работать в Министерстве сельского хозяйства США. Его первое назначение в Департамент было в Айдахо, где он работал до перевода в Модесто, штат Калифорния, в 1935 году. В 1936 году он переехал в Орегон, где работал на полевой станции в Корваллисе. В 1939 году Чемберлин перевели на станцию Форест-Гров, где он оставался до 1961 года. Он умер в Хилсборо, штат Орегон.
Его именем названы два названия родовых групп и одиннадцать видов. Он описал несколько видов, работая со своим дядей. Джозеф женился на молодой русской эмигрантке Кларе Хья Гладстон в 1923 году, и у них было пятеро детей: Laura Anne (1924), Phyllis (1926), Mary Joan (1930), David Conrad (1932) и Alice Ruth (1937). Они развелись, а через 6 лет после развода он снова женился в 1944 году, на Шарлотте Мэй. В 1998 году к 100-летию со дня рождения ему был посвящён специальный номер журнала The Journal of Arachnology.
Был членом нескольких научных обществ, включая Энтомологическое общество Америки (1938), Американскую ассоциацию содействия развитию науки (1928). Автор более 70 научных публикаций. Профессиональный фотограф и организатор фотовыставок, отмечен несколькими наградами фотографических ассоциаций США.

## Патронимия

### Ложноскорпионы
Следующие таксоны были названы коллегами в честь Чемберлина.
- Apocheiridium chamberlini Godfrey 1927
- Fissilicreagris chamberlini (Beier 1931)
- Afrosternophorus chamberlini (Redikorzev 1938)
- Haploditha chamberlinorum Caporiacco 1951*
- Kleptochthonius (Chamberlinochthonius) Vachon 1952
- Pararoncus chamberlini (Morikawa 1957)
- Larca chamberlini Benedict & Malcolm 1978
- Cheiridium chamberlini Dumitresco & Orghidan 1981
- Chthonius chamberlini (Leclerc 1983)
- Chamberlinarius Heurtault 1990
- Hya chamberlini Harvey 1993
- Tyrannochthonius chamberlini Muchmore 1996
- Anysrius chamberlini Harvey 1998
- Rhopalochernes chamberlini Heurtault 1998

*Назван в честь J. Chamberlin и R.V. Chamberlin

### Другие группы
Кроме ложноскорпионов в честь Чемберлина его коллеги назвали ещё несколько таксонов из других групп животных
- Bulimulus chamberlini Hanna (Gastropoda)
- Centrioptera chamberlini Blaisdell (Tenebrionidae)
- Euagrus josephus R.V. Chamberlin (Araneae, Dipluridae)
- Euphorbia chamberlini I.M.Johnston (Euphorbia)
- Ticida chamberlini Van Duzee (Hemiptera, Dictyopharidae)
- Triphora chamberlini F. Baker, 1926 (Gastropoda, Triphoridae)[5]